# Средњошколски центар Челинац
Средњошколски центар Челинац је јавна средњошколска установа у општини Челинац. Налази се у улици Војводе Мишића 36, у Челинцу.

## Историјат
Основана је као Центар за усмерено образовање и васпитање „Први крајишки пролетерски батаљон”, 1975—76. је након одлуке регионалне заједнице за средње образовање и директора средњих школа радила као истурено одељење из Бања Луке за образовне профиле Економија, Управа, Електроника и Металургија. Настава се изводила у ОШ „ Милош Дујић” за 223 ученика, а убрзо су добили сопствени објеката без фискултурне сале која је изграђена 2003. године. Школске 1981—1982. године је имала 23 одељења и 761 ученика, што представља највећи број ученика у историји школе. Уводили су током рада занимања Дрвопрерађивачки, Шумарски, Грађевински, Текстилни, Ветеринарски техничар и друга, од којег се најдуже задржала Текстилна струка.
Број ученика опада 1984—2000. године, 1984—1985. броји 433 ученика, 1986. године 403, 1987. године 461, 1988. године 389, 1989. године 361, 1990. године 357, 1991. године 375 ученика и 1991—2011. броји 383—546 ученика. Укупан број ученика 2012—2013. године износи 486, 2013—2014. године 439, 2014—2015. године 342, 2015—2016. године 283, 2016—2017. године 286 ученика и 2017—2018. укупан број ученика износи 236. Данас садрже смерове Медицински сестра – техничар, Техничар рачунарства и програмирања, Техничар за CNC технологије, Економски техничар, Пословно правни техничар, Инсталатер – варилац и Посластичар. Ученици поред редовне наставе похађају уметничке, научне и спортске секције.